# Diego Vega Vidal
Diego Vega Vidal (Lima, ...) és un guionista i director de cinema peruà. Es va llicenciar en Ciències Econòmiques a Madrid i es va llicenciar en guió de cinema i televisió a l'Escola Internacional de Cinema i Televisió de San Antonio de los Baños de Cuba. Va debutar amb el seu germà Daniel l'any 2008 amb el curtmetratge Interior bajo izquierda. El 2010, de nou amb el seu germà, va escriure, produir i dirigir Octubre, el seu primer llargmetratge, que va guanyar el Premi Especial del Jurat “Un Certain Regard” al 63è Festival Internacional de Cinema de Canes.

## Filmografia
- Interior bajo izquierda (2008) curtmetratge
- Octubre (2010)
- El mudo (2013)
- El aula vacía (2015) documental
- El Chapo (2017) sèrie de televisió